# Mike Modano
Michael Thomas Modano, Jr., född 7 juni 1970 i Livonia, Michigan, är en amerikansk före detta professionell ishockeyspelare som har rekordet i antal gjorda poäng för amerikanskfödda spelare i NHL. Mike Modano slutade spela efter säsongen 2010–11, men i slutet av september fick han ett endags-kontrakt så Modano fick avsluta sin karriär i Dallas Stars där han har spelat i 17 säsonger.
Han spelade som junior i Prince Albert Raiders i WHL på den kanadensiska prärien i Saskatchewan. Efter en framgångsrik tid i WHL valdes han som total etta i NHL-draften 1988 av Minnesota North Stars. Han följde med laget när det såldes till Dallas 1993, för vilka han spelade under 20 säsonger och vann en Stanley Cup-titel 1999. I juni 2010 meddelade Dallas Stars att man inte kommer erbjuda Modano ett nytt kontraktsförslag, varvid Modano istället skrev på för Detroit Red Wings inför säsongen 2010–11. Hans position är centerforward, och hans spelstil går ut på en fartfylld skridskoåkning med många avslut och passningar. Han har spelat i NHL All-Star Game vid totalt sju tillfällen: 1993, 1998, 1999, 2000, 2003, 2004 och 2007.
Mike Modano har även representerat det amerikanska ishockeylandslaget vid ett antal tillfällen. Bland hans största meriter vid internationella idrottssammanhang kan World Cup 1996 och OS i Salt Lake City nämnas.
Modano är sedan den 25 augusti 2007 gift med den amerikanska sångerskan Willa Ford.

## Meriter och utmärkelser
- Stanley Cup - 1999
- World Cup - 1996
- East First All Star Team ( WHL) - 1989
- NHL All-Rookie Team - 1990
- NHL Second All-Star Team - 2000
- NHL All-Star Games- 1993, 1998, 1999, 2000, 2003, 2004 och 2007

## Klubbar
- Minnesota North Stars
- Dallas Stars
- Detroit Red Wings

## Statistik

### Klubbkarriär
| 1985–86    | Detroit Compuware     | MNHL       | 69   | 66  | 65  | 131  | 32  | —   | —  | —  | —   | —   |
| 1986–87    | Prince Albert Raiders | WHL        | 70   | 32  | 30  | 62   | 96  | 8   | 1  | 4  | 5   | 4   |
| 1987–88    | Prince Albert Raiders | WHL        | 65   | 47  | 80  | 127  | 80  | 9   | 7  | 11 | 18  | 18  |
| 1988–89    | Prince Albert Raiders | WHL        | 41   | 39  | 66  | 105  | 74  | —   | —  | —  | —   | —   |
| 1989–90    | Minnesota North Stars | NHL        | 80   | 29  | 46  | 75   | 63  | 7   | 1  | 1  | 2   | 12  |
| 1990–91    | Minnesota North Stars | NHL        | 79   | 28  | 36  | 64   | 65  | 23  | 8  | 12 | 20  | 6   |
| 1991–92    | Minnesota North Stars | NHL        | 76   | 33  | 44  | 77   | 46  | 7   | 3  | 2  | 5   | 4   |
| 1992–93    | Minnesota North Stars | NHL        | 82   | 33  | 60  | 93   | 83  | —   | —  | —  | —   | —   |
| 1993–94    | Dallas Stars          | NHL        | 76   | 50  | 43  | 93   | 54  | 9   | 7  | 3  | 10  | 16  |
| 1994–95    | Dallas Stars          | NHL        | 30   | 12  | 17  | 29   | 8   | —   | —  | —  | —   | —   |
| 1995–96    | Dallas Stars          | NHL        | 78   | 36  | 45  | 81   | 63  | —   | —  | —  | —   | —   |
| 1996–97    | Dallas Stars          | NHL        | 80   | 35  | 48  | 83   | 42  | 7   | 4  | 1  | 5   | 0   |
| 1997–98    | Dallas Stars          | NHL        | 52   | 21  | 38  | 59   | 32  | 17  | 4  | 10 | 14  | 12  |
| 1998–99    | Dallas Stars          | NHL        | 77   | 34  | 47  | 81   | 44  | 23  | 5  | 18 | 23  | 16  |
| 1999–00    | Dallas Stars          | NHL        | 77   | 38  | 43  | 81   | 48  | 23  | 10 | 13 | 23  | 10  |
| 2000–01    | Dallas Stars          | NHL        | 81   | 33  | 51  | 84   | 52  | 9   | 3  | 4  | 7   | 0   |
| 2001–02    | Dallas Stars          | NHL        | 78   | 34  | 43  | 77   | 38  | —   | —  | —  | —   | —   |
| 2002–03    | Dallas Stars          | NHL        | 79   | 28  | 57  | 85   | 30  | 12  | 5  | 10 | 15  | 4   |
| 2003–04    | Dallas Stars          | NHL        | 76   | 14  | 30  | 44   | 46  | 5   | 1  | 2  | 3   | 8   |
| 2005–06    | Dallas Stars          | NHL        | 78   | 27  | 50  | 77   | 58  | 5   | 1  | 3  | 4   | 4   |
| 2006–07    | Dallas Stars          | NHL        | 59   | 22  | 21  | 43   | 34  | 7   | 1  | 1  | 2   | 4   |
| 2007–08    | Dallas Stars          | NHL        | 82   | 21  | 36  | 57   | 48  | 18  | 5  | 7  | 12  | 22  |
| 2008–09    | Dallas Stars          | NHL        | 80   | 15  | 31  | 46   | 46  | —   | —  | —  | —   | —   |
| 2009–10    | Dallas Stars          | NHL        | 59   | 14  | 16  | 30   | 22  | —   | —  | —  | —   | —   |
| 2010–11    | Detroit Red Wings     | NHL        | 40   | 4   | 11  | 15   | 8   | 2   | 0  | 1  | 1   | 0   |
| WHL totalt | WHL totalt            | WHL totalt | 176  | 118 | 176 | 294  | 250 | 17  | 8  | 15 | 23  | 22  |
| NHL totalt | NHL totalt            | NHL totalt | 1499 | 561 | 813 | 1374 | 926 | 176 | 58 | 88 | 146 | 128 |

### Internationellt
| År            | Lag           | Turnering     |    | Matcher | Mål | Assists | Poäng | Utv. |
| ------------- | ------------- | ------------- | -- | ------- | --- | ------- | ----- | ---- |
| 1988          | USA           | JVM           | 7  | 4       | 1   | 5       | 8     |      |
| 1989          | USA           | JVM           | 7  | 6       | 9   | 15      | 12    |      |
| 1990          | USA           | VM            | 8  | 3       | 3   | 6       | 2     |      |
| 1991          | USA           | CC            | 8  | 2       | 7   | 9       | 2     |      |
| 1993          | USA           | VM            | 6  | 0       | 0   | 0       | 2     |      |
| 1996          | USA           | WC            | 7  | 2       | 4   | 6       | 4     |      |
| 1998          | USA           | OS            | 4  | 2       | 0   | 2       | 0     |      |
| 2002          | USA           | OS            | 6  | 0       | 6   | 6       | 4     |      |
| 2004          | USA           | WC            | 5  | 0       | 6   | 6       | 0     |      |
| 2005          | USA           | VM            | 7  | 3       | 1   | 4       | 4     |      |
| 2006          | USA           | OS            | 6  | 2       | 0   | 2       | 6     |      |
| Senior totalt | Senior totalt | Senior totalt | 57 | 14      | 27  | 41      | 24    |      |